# Elimelech Rimalt

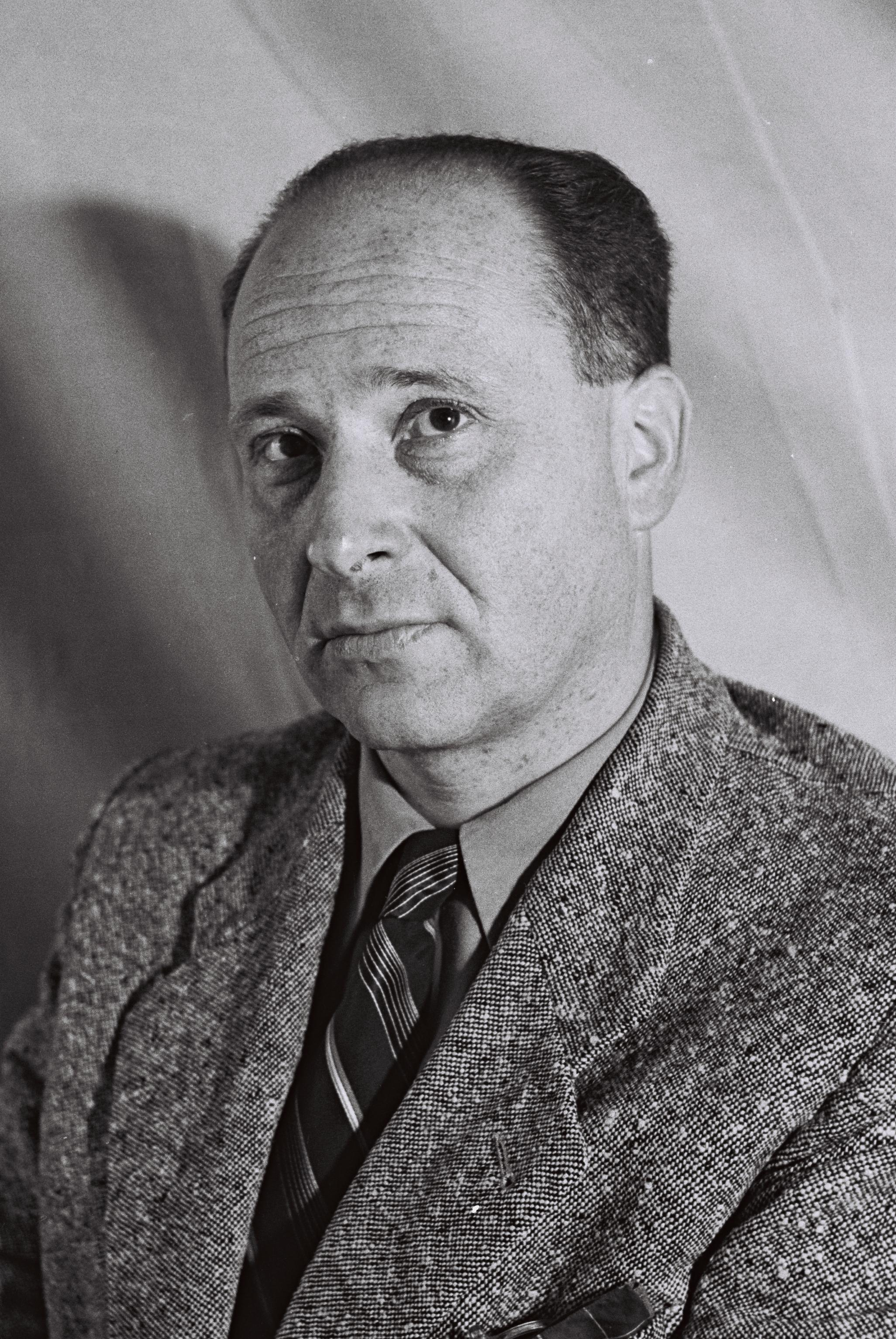
Elimelech Rimalt (1951)

Elimelech-Schimon Rimalt (hebräisch אלימלך-שמעון רימלט; geboren 1. November 1907 in Bochnia, Österreich-Ungarn; gestorben 5. November 1987) war ein zionistischer Aktivist, Rabbiner und israelischer Politiker.

## Leben
Elimelech Rimalt besuchte einen Cheder, eine Jeschiwa sowie eine hebräische höhere Schule in Krakau. Während er in Polen lebte, war er einer der Gründer der hebräischen Jugendorganisation Bne Akiwa, die nach Rabbi Akiba benannt wurde. Er setzte sein Studium am Rabbinerseminar in Wien fort und erwarb den Dr. der Philosophie an der Universität Wien, wo er Vorsitzender der zionistischen Studentengruppe war. Von 1933 bis 1938 war er Rabbiner der Israelitischen Kultusgemeinde Innsbruck, Nach dem Anschluss Österreichs an das nationalsozialistische Deutschland ging er Ende 1938 nach Wien und arbeitete in der dortigen Kultusgemeinde. Rimalts Eltern und seine Schwester wurden Opfer des Holocaust.
1939 wanderte er in das Völkerbundsmandat für Palästina aus, wo er bis 1951 als Religionslehrer und Schulleiter in Ramat Gan arbeitete. 1943 wurde er zum Direktor des Bildungsdepartments der Stadt ernannt und hatte dieses Amt bis 1952 inne. Er war von 1951 bis 1977 Knesset-Abgeordneter, von 1951 bis 1961 der Allgemeinen Zionisten, von 1961 bis 1965 der Miflaga Liberalit Jisra’elit, von 1965 bis 1974 des Gachal und dabei vom 15. Dezember 1969 bis zum 6. August 1970 israelischer Kommunikationsminister, anschließend von 1974 bis 1977 Abgeordneter des Likud.